# Coria del Río
Coria del Río ist eine spanische Gemeinde und Kleinstadt in der Provinz Sevilla. Die Einwohner heißen Corianos und Corianas.

## Bevölkerung
| 1877  | 1900  | 1950   | 2000   | 2010   | 2020   |
| ----- | ----- | ------ | ------ | ------ | ------ |
| 4.615 | 6.148 | 12.205 | 24.040 | 29.880 | 30.876 |

31.095 Einwohnern (Stand: 2024) wohnen in der Gemeinde. Insgesamt rund 1.000 Einwohner wohnen in den Ortschaften La Hermandad und Sixges und in noch kleineren Ortschaften, die zu Cora del Río gehören.

## Geografische Lage
Coria del Río liegt zwölf Kilometer südsüdöstlich von Sevilla am Westufer des Guadalquivir. Südlich der Stadt erstrecken sich dessen ausgedehnte Sümpfe. Die Stadt liegt nur fünf Meter über dem Meeresspiegel mit Ausnahme der kleinen Erhebung Cerro de San Juan.
Nachbarorte sind Dos Hermanas im Osten, La Puebla del Río im Süden, Villamanrique de la Cordesa im Südwesten, Aznalcázar im Westen, Almensilla im Nordwesten und Palomares del Rio im Norden.

## Geschichte

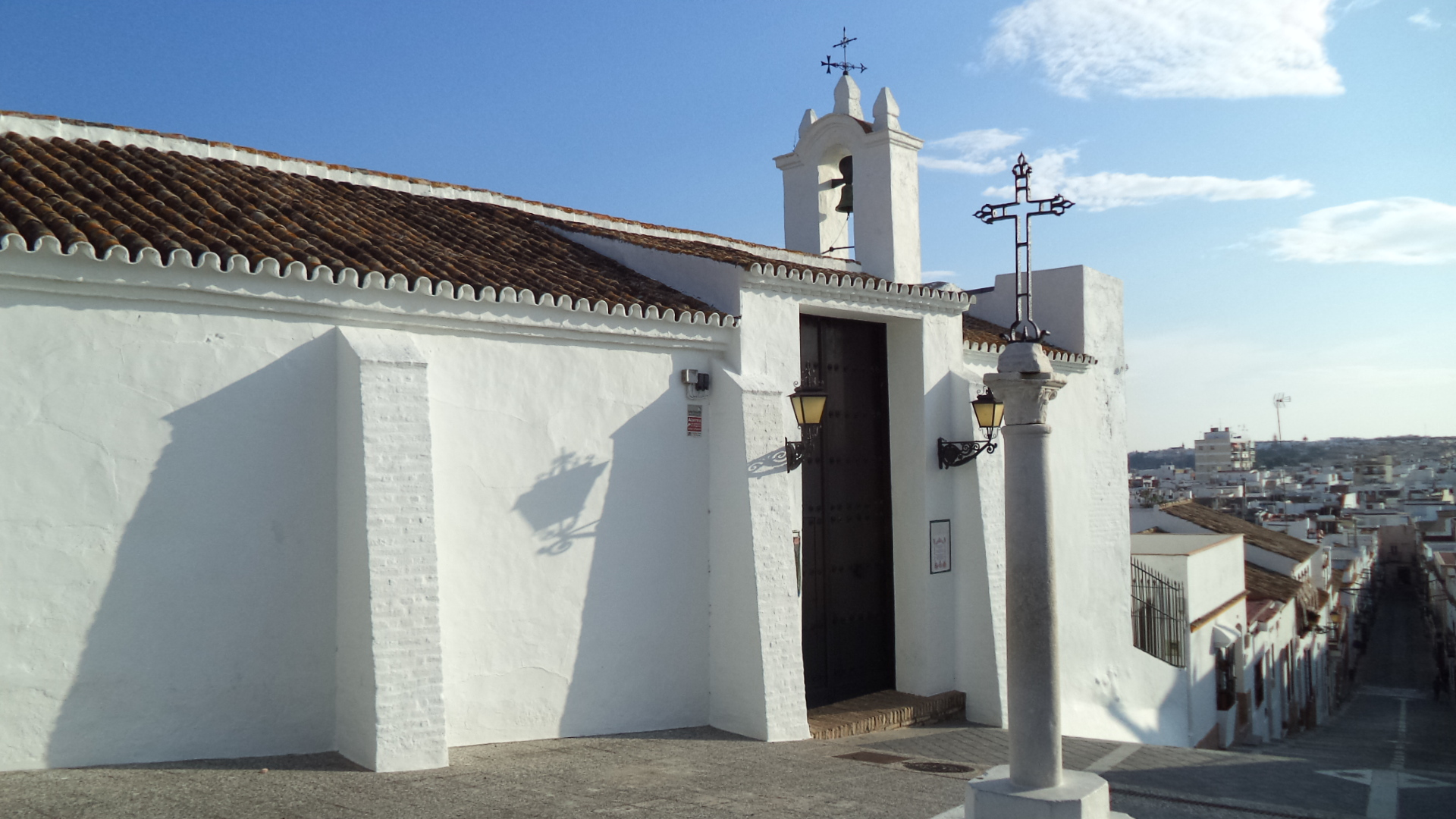
Kapelle San Juan Bautista auf dem gleichnamigen Hügel

Siedlungen der Kupfersteinzeit befanden sich um 2600 vor Christus am Cerro de San Juan. Auch aus der iberischen Bronzezeit um 1700 bis 1600 vor Christus wurden Siedlungsreste entdeckt. Aus jener Zeit könnte die Bezeichnung Caura stammen, die Anhöhe bedeutet. Reste eines phönizischen Tempels aus dem 8. Jahrhundert vor Christus zeigen, dass damals Phönizier in der Region siedelten. Die Phönizier betrieben einen Hafen und einen Handelsstützpunkt an diesem Abschnitt des Guadalquivir.
In der Römerzeit handelte es sich um einen bedeutenden Ort mit dem Privileg, Münzen zu prägen. Nach der muslimischen Eroberung von 711, in der Epoche von Al-Andalus, nannte sich der Ort Qawra. In jener Epoche gab es im 9. und 10. Jahrhundert mehrere Überfälle durch Wikinger. Im Jahr 844 errichteten diese etwas weiter nördlich, in Tablada, ein Lager, bis sie geschlagen wurden. Nach der Reconquista im 13. Jahrhundert siedelte Alfons der Weise 150 katalanische Familien an, denen er das gesamte Gemeindegebiet als Erbbesitz übereignete.
Im 15. Jahrhundert erlebte die Stadt einen wirtschaftlichen Aufschwung, als Sevillas Hafen zum Puerto de Indias wurde, dem Haupt-Verbindungshafen zur Neuen Welt. 1594 wurde sie Bestandteil des Königreichs Sevilla. Laut dem damaligen Zensus, festgehalten im Libro de millones, zählte sie 360 steuerpflichtige Bürger. Im 17. Jahrhundert wurde Coria del Río Eigentum des Conde de Olivares, Günstling von Philipp IV. In jenem Jahrhundert besuchte der japanische Diplomat und Samurai Hasekura Tsunenaga auf seiner Expedition nach Europa die Stadt. Einige Teilnehmer seiner Expedition blieben dort, um auf Tsunenagas Rückkehr zu warten, während er nach Madrid und Rom weiterreiste. Erst sieben Jahre später kam er wieder zurück. In dieser Zeit hatten einige von den Zurückgebliebenen am Ort Fuß gefasst. Sie blieben und hinterließen Nachkommen. Aus diesem Grund tragen einige Corianos und Corianas den Nachnamen Japón.
Vom 18. Jahrhundert bis zum Ende der Adelsherrschaft im 19. Jahrhundert war die Stadt Eigentum der Grafen von Altamira.
1992 schenkte eine japanische Delegation der Stadt eine Statue von Hasekura. Unter den Mitgliedern der 60 Personen zählenden Gruppe waren der Bürgermeister von Ōsato, der Gouverneur der Präfektur Miyagi und einige Vertreter der Stadt Sendai. Am 14. Juni 2013 besuchte Hiro-no-miya Naruhito Shinno, Erbprinz von Japan, den Ort. Anlässlich der 400-jährigen Beziehung zwischen Japan und Spanien pflanzte er einen Baum am Denkmal von Hasekura. Seitdem nennt sich die Rugbymannschaft der Stadt Samuráis.

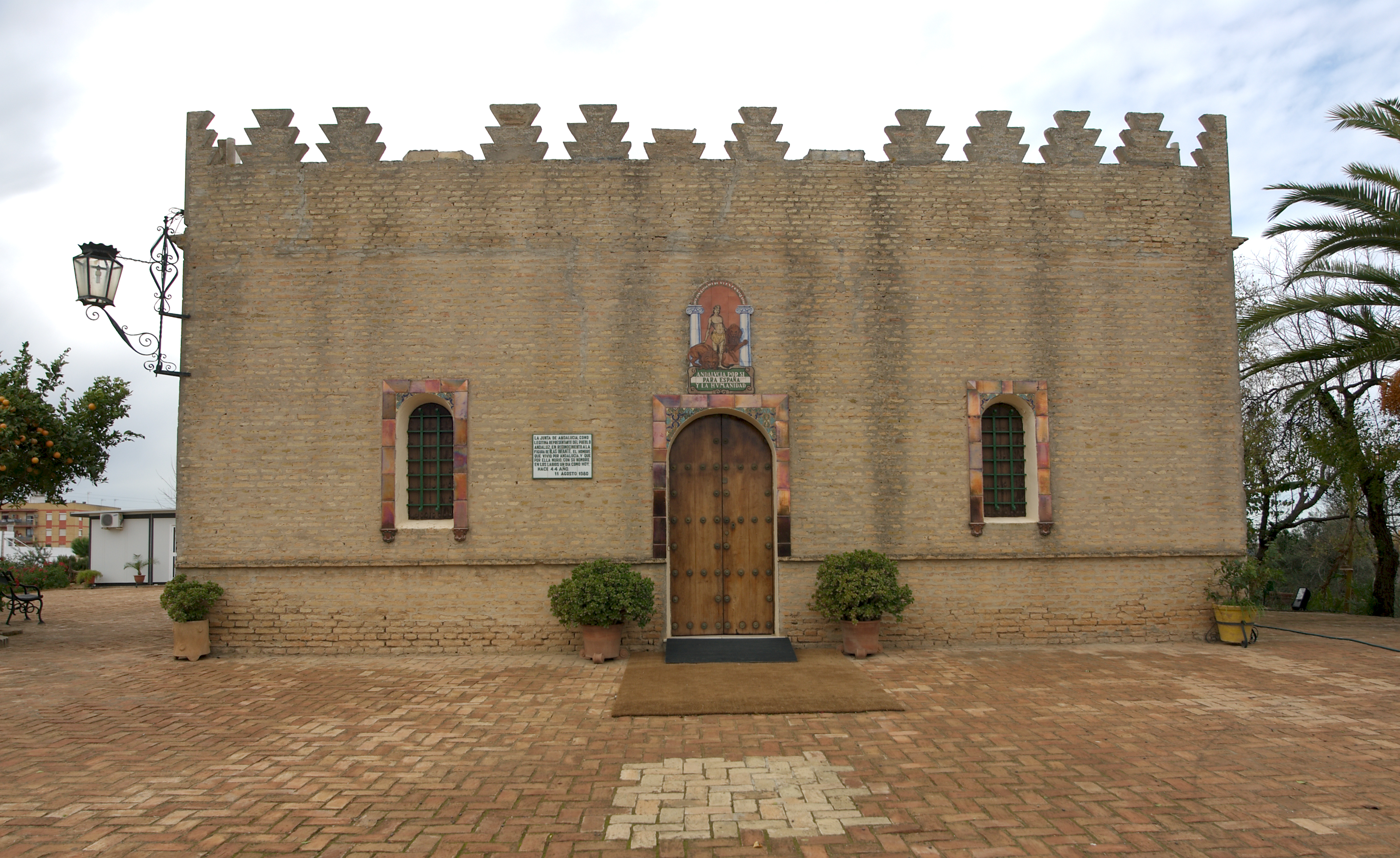
Museo Blas Infante

Anfang des 20. Jahrhunderts ließ der andalusische Politiker Blas Infante sein Haus außerhalb der Stadt auf einem Hügel bei Puebla del Río erbauen. In dessen Nähe wurden 2006 das Museo de la Autonomía Andaluza und das Centro de Estudios Andaluces eingerichtet.

## Wirtschaft

### Fischerei
Das Vorkommen des Stör in der Region ermöglichte 1932 die Gründung einer Produktionsstätte für Kaviar. Die Firma befand sich in einem Gebäude namens Villa Pepita und gehörte den Brüdern Nicolás und Jesús de Ybarra y Gómez. Der Experte für Fischereiindustrie Theodor E. A. Classens wirkte als Berater bei der Gründung mit.
Die Störfischerei wurde 1970 eingestellt. Zum einen hatte sich die Wasserqualität sehr verschlechtert. Zudem verhinderte der 1931 errichtete Staudamm von Alcalá del Río, dass die Störe den Fluss hinauf gelangten, um zu laichen. In 48 Jahren waren 2.987 Weibchen und 1.027 Männchen gefischt worden. Schließlich waren alle reproduktionsfähigen Exemplare vernichtet, und es gab keine Störe mehr im Fluss.
Erhalten hat sich die Fischerei nach dem Ukelei (spanisch Alburno).

### Landwirtschaft
Auf rund 3.200 ha wird Ackerbau betrieben. Auf einem Viertel dieser Fläche wird Baumwolle angebaut. Auf rund 1.000 ha werden Bäume kultiviert, darunter rund 380 ha Orangen- und 160 Hektar Olivenbäume (Stand 2017).

### Gewerbe und Industrie
Östlich der Straße A-8050 befinden sich drei Gewerbegebiete. Von Norden nach Süden heißen sie La Estrella, Coria del Río und El Rocío. Insgesamt verzeichnete die Stadt im Jahr 2017 mehr als 1.500 Wirtschaftsunternehmen, weitaus die meisten davon Kleinbetriebe. Lediglich 22 Firmen hatten mehr als 20 Beschäftigte.

## Kultur

### Bauwerke

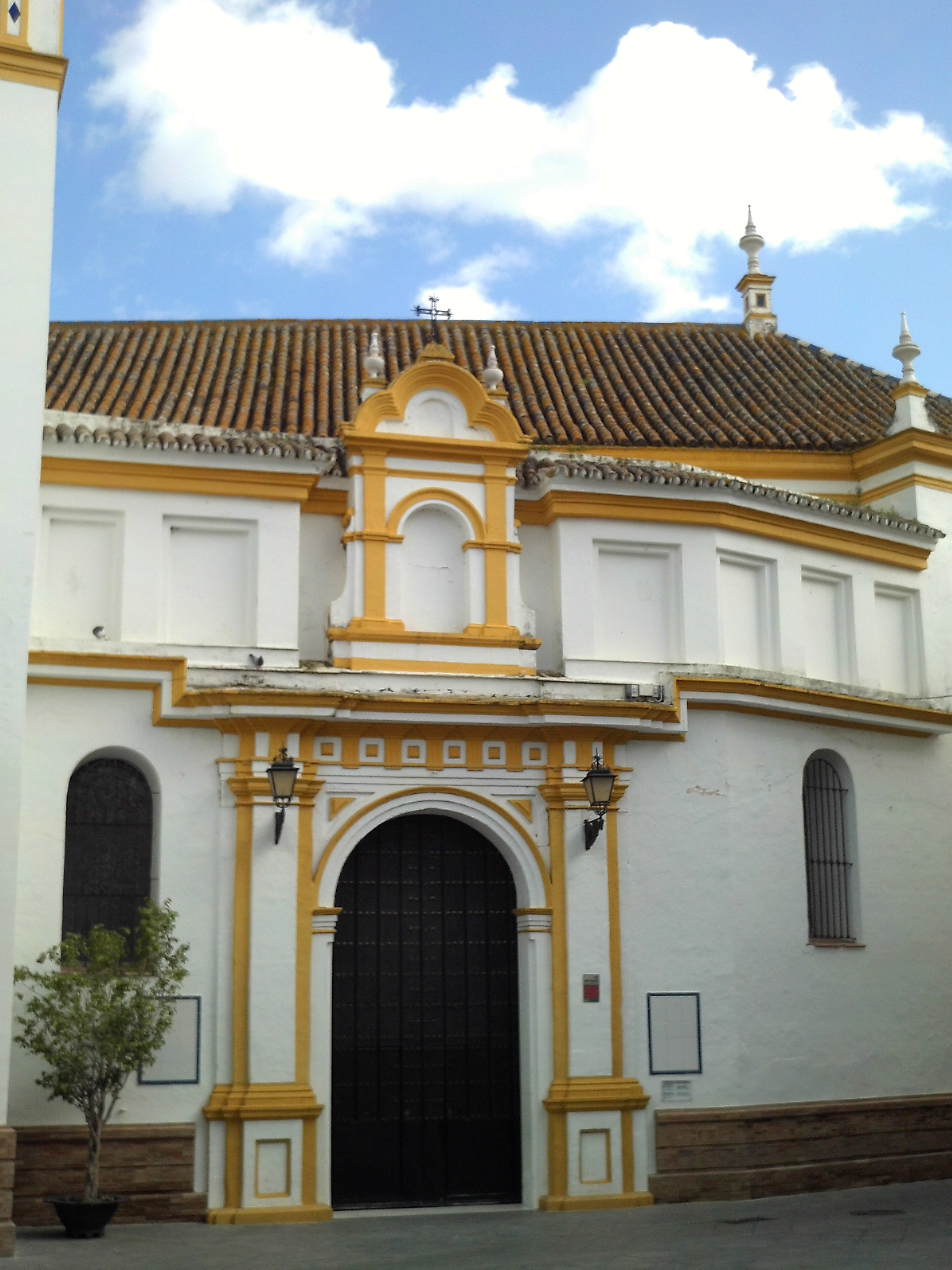
Pfarrkirche Nuestra Señora de la Estrella

- Pfarrkirche Nuestra Señora de la Estrella, im 17. Jahrhundert anstelle einer mudejarischen Vorgängerkirche aus dem 14. Jahrhundert erbaut.
- Kapelle San Juan Bautista, auch unter den Namen Ermita del Cerro und Ermita de la Vera Cruz bekannt.
- Kapelle Nuestra Señora del Rocío.[18]
- Kapelle Nuestra Señora de la Soledad Coronada.[19]
- Glockenturm.
- Museo de Blas Infante.
- Museo de la Autonomía de Andalucía.
- Pfarrkirche San José.
- Kapelle Nuestro Padre Jesús Cautivo.
- Denkmal für Hasekura Tsunenaga am Paseo Carlos de Mesa.

### Festlichkeiten

#### Fiesta de Nuestra Señora de la Estrella

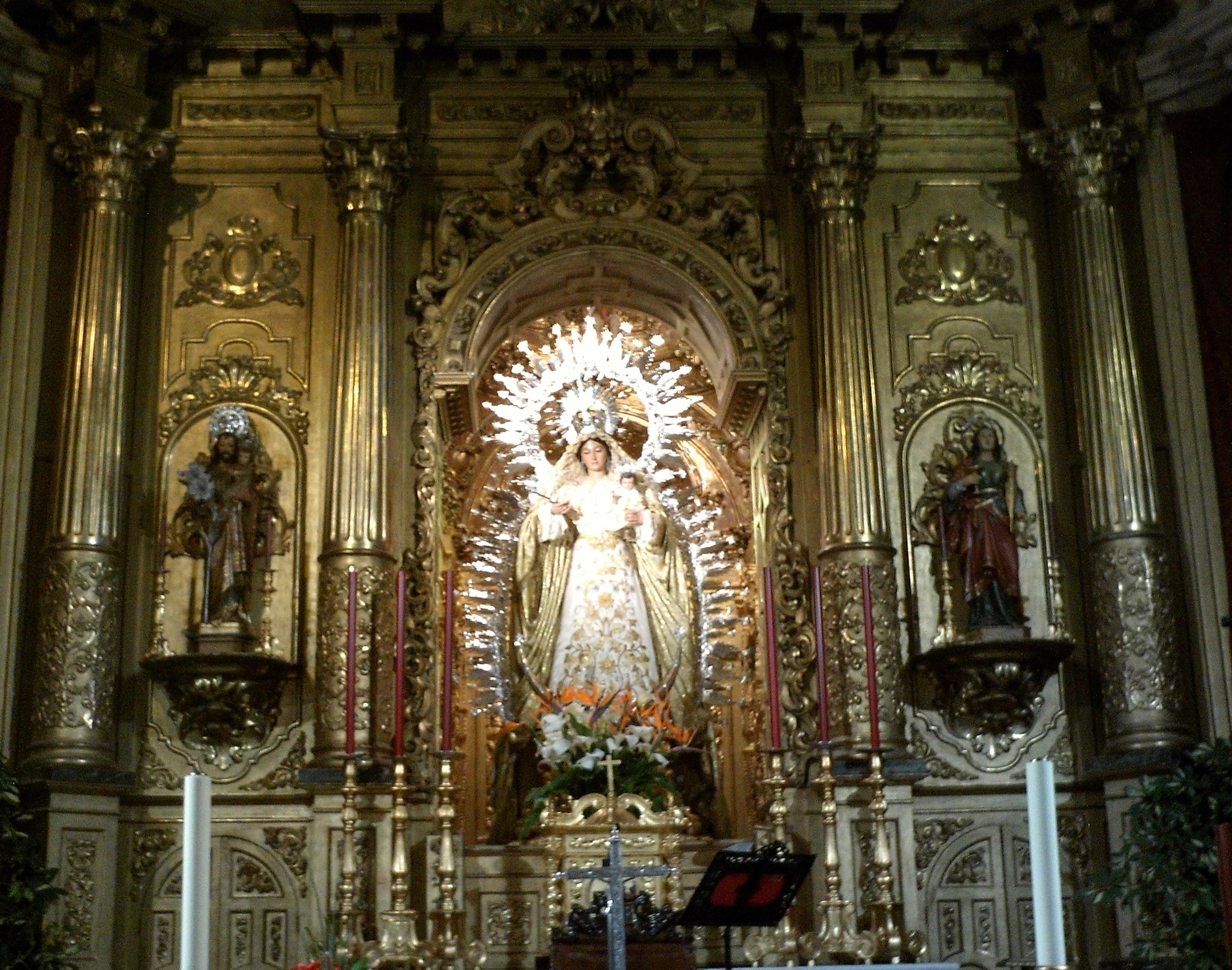
Statue der Virgen de la Estrella

Vom 31. August bis zum 8. September finden Kulthandlungen zu Ehren der Stadtpatronin Nuestra Señora de la Estrella statt. Den Höhepunkt bildet eine Prozession. Diese Marienverehrung hat ihren Ursprung im 13. Jahrhundert. Die aktuell verwendete Marienstatue, die die Muttergottes mit einem Jesuskind im Arm darstellt, stammt jedoch aus dem 20. Jahrhundert.

#### Fiesta del Albur
Kulinarisches Fischerfest, dem Ukelei (spanisch Alburno, vor Ort Albur) gewidmet. Das Fest wird jährlich seit 1993 gefeiert.

#### Jahrmarkt
Die Feria de Coria wird seit 1838 gefeiert, damit ist sie drei Jahre älter als die Feria de Sevilla. Sie findet in der zweiten Septemberhälfte auf dem Prado de la Soledad am Flussufer statt. Wegen der Wirtschaftskrise im Jahr 2012 fiel die Feria zum ersten Mal seit 175 Jahren aus. 2013 wurde sie wieder veranstaltet, jedoch mit weniger Fahr- und Schaugeschäften und weniger öffentlichem Budget.

#### Prozession derVirgen del Carmen

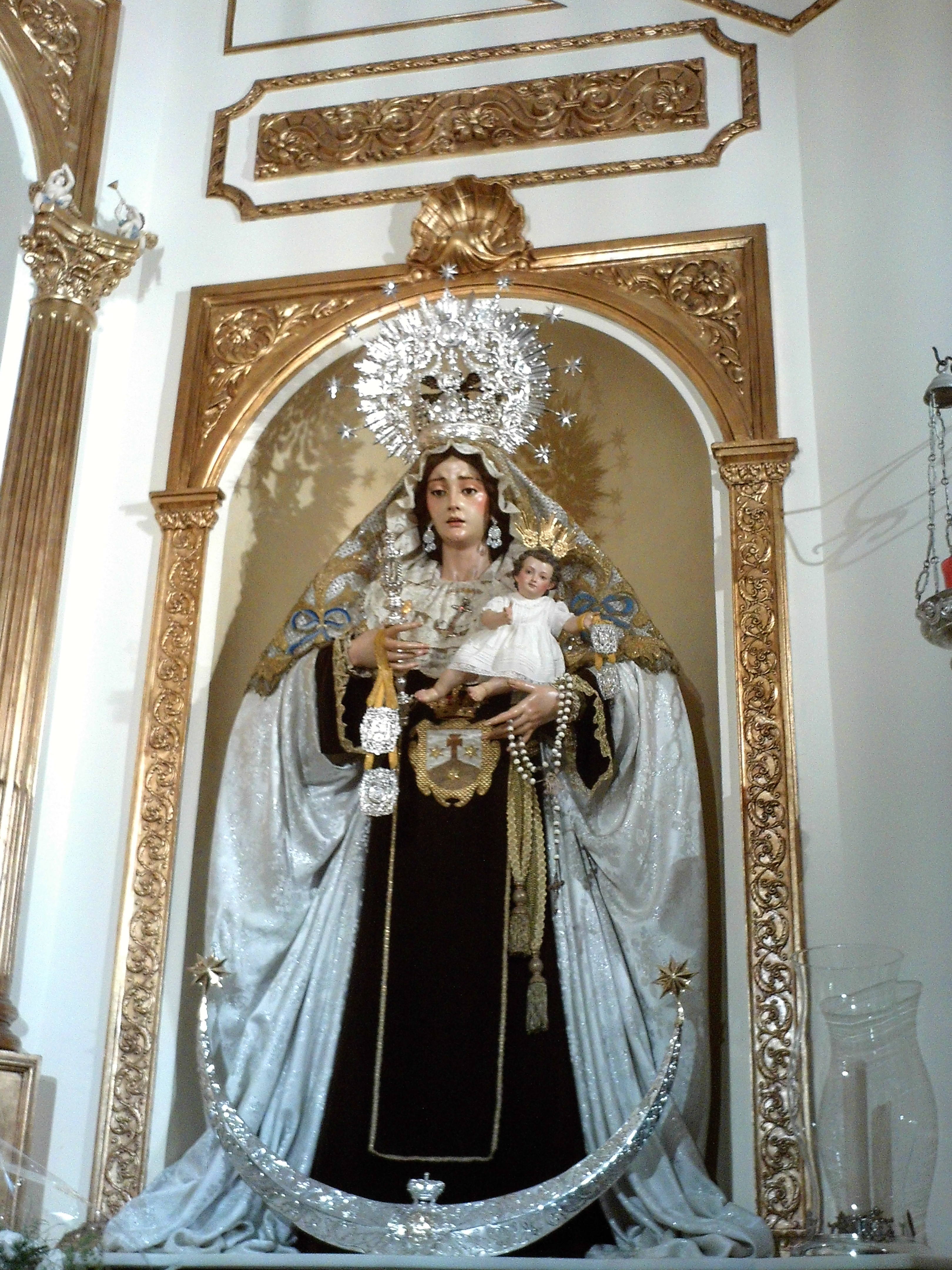
Statue der Virgen del Carmen

Jedes Jahr am 16. Juli wird Unserer Lieben Frau auf dem Berg Karmel, die Schutzpatronin der Seeleute, mit einer Prozession geehrt. Diese Prozession wird von der Hermandad de Jesús del Gran Poder veranstaltet. Die Prozession durchwandert die Straßen der Stadt und überquert schließlich den Fluss mit der Fähre.
Die Marienstatue, die während der Prozession getragen wird, schuf Francisco Buiza 1969. Am Mittwoch der Karwoche unternimmt die Brüderschaft eine Prozession mit derselben Statue. Ihren ständigen Platz hat sie in der Pfarrkirche Nuestra Señora de la Estrella.

#### Karwoche (Semana Santa)
Wie an sehr vielen Orten Spaniens veranstalten die religiösen Bruderschaften und Vereinigungen Prozessionen und religiöse Feiern in der Karwoche. In Coria del Río sind diese Aktivitäten besonders ausgeprägt. An Palmsonntag und durchgehend vom folgenden Dienstag bis Ostermontag finden täglich Tag mehrere Prozessionen statt. Die Karwoche in Coria del Río wurde als Veranstaltung von nationaler touristischer Bedeutung (Interés Turístico Nacional) klassifiziert.

### Sport
Coria brachte zahlreiche herausragende Sportler hervor, unter ihnen eine Reihe von Fußballspielern der Primera División, den Trainer Juan Santisteban und Fernando Climent Huerta, Ruderer und Medaillengewinner bei Olympischen Spielen und bei Weltmeisterschaften.
1923 wurde der Coria Club de Fútbol gegründet, der im örtlichen Estadio Guadalquivir seine Matches austrägt.

## Persönlichkeiten

### In Coria del Río geboren
- Juan Lozano Bohórquez, Fußballspieler.[28]
- José Manuel Casado Bizcocho, Fußballspieler.[29]
- Fernando Climent Huerta (* 1958), Ruderer, Silbermedaille bei den Olympischen Spielen 1984.[30]
- Clara Grima, Mathematikerin und wissenschaftliche Autorin.[31]
- Ángel Martínez Hernández, Solotänzer beim Nationalballett von Marseille.[32]
- Andrés Martínez de León, Maler und Illustrator.[33]
- José Palacios Herrera, Fußballspieler.[34]
- Juan José Pérez Cañestro, Fußballspieler.[35]
- Enrique Romero Barco, Fußballspieler.[36]
- Manuel Romero Barco, Fußballspieler.[37]
- Manuel Ruiz Sosa, Fußballspieler.[38]
- Juan Santisteban, Fußballspieler und -trainer.[39][40]
- Pastora Soler (* 1978), Sängerin.
- Rogelio Sosa Ramírez, Fußballspieler.[41]
- María José Suárez (* 1975), Miss España 1996, Fernseh-Moderatorin.[42][43]
- Juan Manuel Suárez Japón, Biologe und ehemaliger Rektor der Universidad Internacional de Andalucía.[44]
- Luis Yáñez-Barnuevo García (* 1943), Politiker.

### Mit der Stadt verbunden
- Fernando el de Triana (1867–1940) schrieb in Coria del Río sein Hauptwerk Arte y artistas flamencos.

## Partnerstädte
- Sendai, Präfektur Miyagi, Japan[45]
- Coria, Extremadura